# سلام بر عشق (فیلم ۱۳۸۸)
سلام بر عشق فیلمی به کارگردانی اصغر نعیمی، تهیه‌کنندگی عبدالله علیخانی و محمدحسین فرح‌بخش و نویسندگی حسن انصاریان محصول سال ۱۳۸۸ است که در ۲۶ اسفند ۱۳۸۸ همزمان با عید نوروز بر روی پرده سینما رفت.

## خلاصه داستان
نادر (امین حیایی) که در حال حاضر خواننده می‌باشد به تحریک برادرش (آتیلا پسیانی) دست به دزدی می‌زند اما...

## بازیگران
- امین حیایی (نادر ، همسر الهه )
- الناز شاکردوست (الهه ، همسر نادر )
- نیکی کریمی (میترا ، همسر سابق نادر )
- آتیلا پسیانی (نوید ، برادر نادر )
- کامران تفتی (انوش)
- احمد پورمخبر (خودش)
- ملکه رنجبر (پیرزن)